# Miconia pennipilis
Miconia pennipilis är en tvåhjärtbladig växtart som beskrevs av Célestin Alfred Cogniaux. Miconia pennipilis ingår i släktet Miconia och familjen Melastomataceae. Inga underarter finns listade i Catalogue of Life.